# Aphaenogaster hunanensis
Aphaenogaster hunanensis är en myrart som beskrevs av Wu och Wang 1992. Aphaenogaster hunanensis ingår i släktet Aphaenogaster och familjen myror. Inga underarter finns listade i Catalogue of Life.